# Irn-Bru

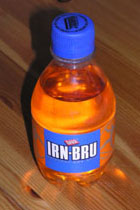
Flesje Irn-Bru

Irn-Bru is een uit Schotland afkomstige frisdrank. Het werd in 1901 als Iron Brew op de markt gebracht, maar moest in 1946 de naam wijzigen omdat er nauwelijks ijzer in zit en het evenmin gebrouwen wordt. De frisdrank heeft een oranje kleur en een kauwgombal-achtige smaak. Het wordt geproduceerd door A.G. Barr plc en verkocht in onder meer het Verenigd Koninkrijk en Ierland, waar het een populaire frisdrank is. Ook wordt Irn-Bru verkocht in Rusland, Canada, de Verenigde Staten en delen van continentaal Europa, waaronder Nederland.